# Oblężenie Termessos
Oblężenie Termessos – starcie zbrojne, które miało miejsce w roku 334 p.n.e.
Po zdobyciu Halikarnasu wojska Aleksandra skierowały się ku mieście Gordion. W trakcie marszu opór Macedończykom stawili mieszkańcy Termessos, którzy odrzucili warunki pokojowe Aleksandra. Chcąc kontynuować marsz król macedoński musiał przejść przełęczą znajdującą się poniżej Termessos. Samo miasto znajdowało się na szczycie góry i prowadziło do niego zaledwie kilka ścieżek a wszystkie przejścia zablokowane były silnie bronionymi bramami. Okoliczne wzgórza również zajęte zostały przez obrońców co uniemożliwiało jakikolwiek atak przez przełęcz.
Aleksander rozłożył obóz pod miastem, symulując odpoczynek wojska. Gdy tylko mieszkańcy Termessos opuścili swoje stanowiska na wzgórzach, Macedończycy przypuścili atak pod górę. Lekkozbrojna piechota pokonując straże przeciwnika zdobyła wzgórza, zajmując dogodne stanowiska do ataku na samo miasto. W międzyczasie swoją pomoc zaproponowali Aleksandrowi członkowie plemienia Selgów, którzy zobowiązali się zdobyć miasto. Dzięki temu wsparciu Aleksander mógł na czele części swoich sił skierować się przeciwko innemu miastu -Sagallasos. Krótko po wymarszu na Macedończyków uderzyli z pobliskiej góry górale z Termessos oraz Sagallasos. Wybuchła zacięta i wyrównana walka. W końcu w centrum lepiej uzbrojona falanga Aleksandra rozbiła szyki wroga. Barbarzyńcy rzucili się do ucieczki, nie ścigani przez Macedończyków z uwagi na trudny górzysty teren. Po tym zwycięstwie Aleksander skierował się do miast Gordion oraz Issos.